# Oliver Fehrenbacher
Oliver Fehrenbacher (* 24. Februar 1968 in Schramberg) ist ein deutscher Rechtswissenschaftler.

## Leben
Fehrenbacher studierte nach dem Abitur 1987 am Gymnasium Schramberg von 1988 bis 1991 Finanzwissenschaften an der Fachhochschule Ludwigsburg, schloss dieses Studium als Diplom-Finanzwirt ab und arbeitete danach als Sachbearbeiter in der Finanzverwaltung im Finanzamt Oberndorf am Neckar. Von 1992 bis 1996 studierte Fehrenbacher Rechtswissenschaften an der Universität Konstanz, von 1996 bis 1998 absolvierte er das Referendariat am Landgericht Rottweil. Parallel zu seinem Studium und Referendariat arbeitete er bei der Max Heller Steuerberatungsgesellschaft in Konstanz. Ab dem 1. Oktober 1998 war er wissenschaftlicher Mitarbeiter bzw. wissenschaftlicher Assistent am Lehrstuhl von Werner F. Ebke in Konstanz, wo er 2000 mit einer Arbeit zum Thema „Unternehmensfinanzierung und Aufgabenteilung in- und ausländischer Konzerneinheiten aus steuerlicher Sicht“ promoviert wurde.
Am 16. Dezember 2003 habilitierte er sich in Konstanz mit einer Arbeit zum Thema „Registerpublizität und Haftung im Zivilrecht“ und erhielt die Lehrbefugnis für Bürgerliches Recht, Handels- und Gesellschaftsrecht und Steuerrecht. Danach vertrat er im Sommersemester 2004 einen Lehrstuhl an der Universität Heidelberg und im Wintersemester 2004/05 einen Lehrstuhl an der Universität Konstanz. Per 1. August 2006 wurde Fehrenbacher zum Professor für Bürgerliches Recht, Wirtschafts- und Steuerrecht an die Universität Trier berufen. Einen Ruf an die Universität Kiel lehnte er ebenfalls 2006 ab. Seit dem 24. Oktober 2011 ist Fehrenbacher Professor für Bürgerliches Recht mit Personen- und Unternehmenssteuerrecht an der Universität Konstanz. Er unterrichtet seit 2006 auch an der privaten EBS Universität für Wirtschaft und Recht.